# Línea 499 (Interurbanos Madrid)
La línea 499 de la red de autobuses interurbanos de Madrid une Móstoles con Arroyomolinos.

## Orígenes y características
La línea 499, creada en 2007, fue denominada anteriormente como 498B y 498C. La 498B realizaba el trayecto entre Móstoles y Arroyomolinos, y la 498C entre Arroyomolinos y Cotorredondo. 
Actualmente existen expediciones entre Móstoles y Batres, realizando un circuito neutralizado en este municipio. 
La línea mantiene los mismos horarios todo el año (exceptuando las vísperas de festivo y festivos de Navidad). 
Está operada por la empresa Martín mediante la concesión administrativa VCM-404 - Madrid – Leganés – Fuenlabrada (Viajeros Comunidad de Madrid) del Consorcio Regional de Transportes de Madrid. 

## Horarios
| Lunes a viernes laborables                         |                                                    |                                                    |                                                    |                                                    |                                                    |                                                    |                                                    |                                                    |                                                    |                                                    |                                                    |                                                    |                                                    |                                                    |                                                    |                                                    |                                                    |                                                                        |                                                                        |                                                                        |                                                                        |                                                                        |                                                                        |                                                                        |                                                                        |                                                                        |                                                                        |                                                                        |                                                                        |                                                                        |                                                                        |                                                                        |                                                                        |                                                                        |                                                                        |
| Móstoles > Arroyomolinos                           | Móstoles > Arroyomolinos                           | Móstoles > Arroyomolinos                           | Móstoles > Arroyomolinos                           | Móstoles > Arroyomolinos                           | Móstoles > Arroyomolinos                           | Móstoles > Arroyomolinos                           | Móstoles > Arroyomolinos                           | Móstoles > Arroyomolinos                           | Móstoles > Arroyomolinos                           | Móstoles > Arroyomolinos                           | Móstoles > Arroyomolinos                           | Móstoles > Arroyomolinos                           | Móstoles > Arroyomolinos                           | Móstoles > Arroyomolinos                           | Móstoles > Arroyomolinos                           | Móstoles > Arroyomolinos                           | Móstoles > Arroyomolinos                           | Arroyomolinos > Móstoles                                               | Arroyomolinos > Móstoles                                               | Arroyomolinos > Móstoles                                               | Arroyomolinos > Móstoles                                               | Arroyomolinos > Móstoles                                               | Arroyomolinos > Móstoles                                               | Arroyomolinos > Móstoles                                               | Arroyomolinos > Móstoles                                               | Arroyomolinos > Móstoles                                               | Arroyomolinos > Móstoles                                               | Arroyomolinos > Móstoles                                               | Arroyomolinos > Móstoles                                               | Arroyomolinos > Móstoles                                               | Arroyomolinos > Móstoles                                               | Arroyomolinos > Móstoles                                               | Arroyomolinos > Móstoles                                               | Arroyomolinos > Móstoles                                               | Arroyomolinos > Móstoles                                               |
| 06                                                 | 07                                                 | 08                                                 | 09                                                 | 10                                                 | 11                                                 | 12                                                 | 13                                                 | 14                                                 | 15                                                 | 16                                                 | 17                                                 | 18                                                 | 19                                                 | 20                                                 | 21                                                 | 22                                                 | 23                                                 | 06                                                                     | 07                                                                     | 08                                                                     | 09                                                                     | 10                                                                     | 11                                                                     | 12                                                                     | 13                                                                     | 14                                                                     | 15                                                                     | 16                                                                     | 17                                                                     | 18                                                                     | 19                                                                     | 20                                                                     | 21                                                                     | 22                                                                     | 23                                                                     |
| 50c                                                | 10c 47                                             | 24 56                                              | 28                                                 | 00c 03 32                                          | 04 36                                              | 08 40c                                             | 12 44                                              | 16c 50                                             | 20 52                                              | 24c 56                                             | 28                                                 | 00c 32                                             | 04c 36                                             | 08 40c 45                                          | 12c 44                                             | 16 45                                              |                                                    | 30                                                                     | 00 25c 55c                                                             | 38                                                                     | 10 42                                                                  | 14c 46                                                                 | 18 50                                                                  | 22 54                                                                  | 26c 40 58                                                              | 30                                                                     | 02c 34                                                                 | 06 38                                                                  | 10c 42                                                                 | 14 46c                                                                 | 18 50c 50                                                              | 22 54                                                                  | 26c 58c                                                                | 20                                                                     | 00                                                                     |
| Sábados laborables, domingos y festivos            |                                                    |                                                    |                                                    |                                                    |                                                    |                                                    |                                                    |                                                    |                                                    |                                                    |                                                    |                                                    |                                                    |                                                    |                                                    |                                                    |                                                    |                                                                        |                                                                        |                                                                        |                                                                        |                                                                        |                                                                        |                                                                        |                                                                        |                                                                        |                                                                        |                                                                        |                                                                        |                                                                        |                                                                        |                                                                        |                                                                        |                                                                        |                                                                        |
| Móstoles > Arroyomolinos                           | Móstoles > Arroyomolinos                           | Móstoles > Arroyomolinos                           | Móstoles > Arroyomolinos                           | Móstoles > Arroyomolinos                           | Móstoles > Arroyomolinos                           | Móstoles > Arroyomolinos                           | Móstoles > Arroyomolinos                           | Móstoles > Arroyomolinos                           | Móstoles > Arroyomolinos                           | Móstoles > Arroyomolinos                           | Móstoles > Arroyomolinos                           | Móstoles > Arroyomolinos                           | Móstoles > Arroyomolinos                           | Móstoles > Arroyomolinos                           | Móstoles > Arroyomolinos                           | Móstoles > Arroyomolinos                           | Móstoles > Arroyomolinos                           | Arroyomolinos > Móstoles                                               | Arroyomolinos > Móstoles                                               | Arroyomolinos > Móstoles                                               | Arroyomolinos > Móstoles                                               | Arroyomolinos > Móstoles                                               | Arroyomolinos > Móstoles                                               | Arroyomolinos > Móstoles                                               | Arroyomolinos > Móstoles                                               | Arroyomolinos > Móstoles                                               | Arroyomolinos > Móstoles                                               | Arroyomolinos > Móstoles                                               | Arroyomolinos > Móstoles                                               | Arroyomolinos > Móstoles                                               | Arroyomolinos > Móstoles                                               | Arroyomolinos > Móstoles                                               | Arroyomolinos > Móstoles                                               | Arroyomolinos > Móstoles                                               | Arroyomolinos > Móstoles                                               |
| 06                                                 | 07                                                 | 08                                                 | 09                                                 | 10                                                 | 11                                                 | 12                                                 | 13                                                 | 14                                                 | 15                                                 | 16                                                 | 17                                                 | 18                                                 | 19                                                 | 20                                                 | 21                                                 | 22                                                 | 23                                                 | 06                                                                     | 07                                                                     | 08                                                                     | 09                                                                     | 10                                                                     | 11                                                                     | 12                                                                     | 13                                                                     | 14                                                                     | 15                                                                     | 16                                                                     | 17                                                                     | 18                                                                     | 19                                                                     | 20                                                                     | 21                                                                     | 22                                                                     | 23                                                                     |
|                                                    | 30c                                                | 28                                                 | 20                                                 | 12                                                 | 04 56                                              | 48c                                                | 40                                                 | 32                                                 | 24c                                                | 16                                                 | 09                                                 | 04 59                                              | 54                                                 | 49c                                                | 44                                                 | 40                                                 |                                                    | 45s                                                                    | 38s                                                                    | 30                                                                     | 18                                                                     | 10                                                                     | 02 54                                                                  | 46                                                                     | 30                                                                     | 30                                                                     | 20                                                                     | 14c                                                                    | 09                                                                     | 04 59                                                                  | 54                                                                     | 49                                                                     | 44c                                                                    | 40                                                                     |                                                                        |
| c Sólo hasta la urbanización Cotorredondo (Batres) | c Sólo hasta la urbanización Cotorredondo (Batres) | c Sólo hasta la urbanización Cotorredondo (Batres) | c Sólo hasta la urbanización Cotorredondo (Batres) | c Sólo hasta la urbanización Cotorredondo (Batres) | c Sólo hasta la urbanización Cotorredondo (Batres) | c Sólo hasta la urbanización Cotorredondo (Batres) | c Sólo hasta la urbanización Cotorredondo (Batres) | c Sólo hasta la urbanización Cotorredondo (Batres) | c Sólo hasta la urbanización Cotorredondo (Batres) | c Sólo hasta la urbanización Cotorredondo (Batres) | c Sólo hasta la urbanización Cotorredondo (Batres) | c Sólo hasta la urbanización Cotorredondo (Batres) | c Sólo hasta la urbanización Cotorredondo (Batres) | c Sólo hasta la urbanización Cotorredondo (Batres) | c Sólo hasta la urbanización Cotorredondo (Batres) | c Sólo hasta la urbanización Cotorredondo (Batres) | c Sólo hasta la urbanización Cotorredondo (Batres) | c Desde la urbanización Cotorredondo (Batres), hora de paso aproximada | c Desde la urbanización Cotorredondo (Batres), hora de paso aproximada | c Desde la urbanización Cotorredondo (Batres), hora de paso aproximada | c Desde la urbanización Cotorredondo (Batres), hora de paso aproximada | c Desde la urbanización Cotorredondo (Batres), hora de paso aproximada | c Desde la urbanización Cotorredondo (Batres), hora de paso aproximada | c Desde la urbanización Cotorredondo (Batres), hora de paso aproximada | c Desde la urbanización Cotorredondo (Batres), hora de paso aproximada | c Desde la urbanización Cotorredondo (Batres), hora de paso aproximada | c Desde la urbanización Cotorredondo (Batres), hora de paso aproximada | c Desde la urbanización Cotorredondo (Batres), hora de paso aproximada | c Desde la urbanización Cotorredondo (Batres), hora de paso aproximada | c Desde la urbanización Cotorredondo (Batres), hora de paso aproximada | c Desde la urbanización Cotorredondo (Batres), hora de paso aproximada | c Desde la urbanización Cotorredondo (Batres), hora de paso aproximada | c Desde la urbanización Cotorredondo (Batres), hora de paso aproximada | c Desde la urbanización Cotorredondo (Batres), hora de paso aproximada | c Desde la urbanización Cotorredondo (Batres), hora de paso aproximada |
| s Sólo sábados laborables                          |                                                    |                                                    |                                                    |                                                    |                                                    |                                                    |                                                    |                                                    |                                                    |                                                    |                                                    |                                                    |                                                    |                                                    |                                                    |                                                    |                                                    |                                                                        |                                                                        |                                                                        |                                                                        |                                                                        |                                                                        |                                                                        |                                                                        |                                                                        |                                                                        |                                                                        |                                                                        |                                                                        |                                                                        |                                                                        |                                                                        |                                                                        |                                                                        |

## Recorrido y paradas
La línea comienza en la Avda de Portugal, en Móstoles. Continúa por la N-V, hasta entrar en Arroyomolinos, enfrente del Polígono Valdefuentes. Recorre Arroyomolinos por las Calles Unión Europea, Santander, Unión Europea, Bélgica, Río Tajo, Castañares, Batres, Almendros. Aquí se desdobla para dar servicio a la Urbanización Cotorredondo, y también seguir por las calles Somosierra, Rosalía de Castro, Mediterráneo y Alicante.

### Sentido Arroyomolinos
| Código | Parada                                     | Común con                                     | Conexión con Metro y Cercanías | Municipio     | Zona |
| --- | ------------------------------------------ | --------------------------------------------- | ------------------------------ | ------------- | ---- |
| 19274 | Av. Portugal - Est. Móstoles Central       | 498A 519                                      | Móstoles Central               | Móstoles      |      |
| 08622 | Av. Portugal - Parque Finca Liana          | 498 498A 519 529 529A 529H 531 531A           |                                | Móstoles      |      |
| 16540 | Av. Portugal - Benito Pérez Galdós         | 498 498A 519 529 529A 529H 531 531A           |                                | Móstoles      |      |
| 08988 | Av. Portugal - Av. Dos de Mayo             | 498 498A 524 526 529 529A 529H 531 531A 535 5 |                                | Móstoles      |      |
| 08976 | Av. Portugal - Concesionario               | 498 498A 529 529A 529H 531 531A 535 5         |                                | Móstoles      |      |
| 16223 | Herreros - Forjadores                      | 495 498                                       |                                | Arroyomolinos |      |
| 16221 | Carpinteros - Fresadores                   | 495 498                                       |                                | Arroyomolinos |      |
| 19293 | Av. Unión Europea - Santander              | 495 498                                       |                                | Arroyomolinos |      |
| 16219 | Av. Unión Europea - Ribadeo                | 495 498                                       |                                | Arroyomolinos |      |
| 16217 | Av. Unión Europea - Noruega                | 495 498 1B                                    |                                | Arroyomolinos |      |
| 17540 | Av. Unión Europea - Línea de la Concepción | 495 498                                       |                                | Arroyomolinos |      |
| 20280 | Suiza - Av. Italia                         | 498 1A                                        |                                | Arroyomolinos |      |
| 17538 | Av. Francia - Suiza                        |                                               |                                | Arroyomolinos |      |
| 17536 | Bélgica - Luxemburgo                       | 496                                           |                                | Arroyomolinos |      |
| 17546 | Av. Unión Europea - Bélgica                | 495 498                                       |                                | Arroyomolinos |      |
| 12885 | Av. Castañeras - Colegio                   |                                               |                                | Arroyomolinos |      |
| 17533 | Castilla y León - Av. Castañeras           | 496 1B                                        |                                | Arroyomolinos |      |
| 12641 | Madrid - Castilla y León                   | 496 1B                                        |                                | Arroyomolinos |      |
| 11254 | Madrid - Urb. La Dehesa                    | 1B                                            |                                | Arroyomolinos |      |
| 17530 | Av. Las Flores - La Dehesa                 |                                               |                                | Arroyomolinos |      |
| 16629 | Ctra. Fuenlabrada - Arroyo de Moraleja     | 495                                           |                                | Arroyomolinos |      |
| 08171 | Ctra. Fuenlabrada - Serranillos            | 495 496 498 1B                                |                                | Arroyomolinos |      |
| 17389 | Batres - Iglesia                           | 496 1B                                        |                                | Arroyomolinos |      |
| 12320 | Batres - Sierra de Gredos                  | 496 1B                                        |                                | Arroyomolinos |      |
| 16626 | Batres - Pza. Los Galayos                  | 496 1B                                        |                                | Arroyomolinos |      |
| Las expediciones con destino Arroyomolinos realizan las siguientes paradasː                                          |                                            |                                               |                                |               |      |
| 16631 | Pza. Los Almendros - Somosierra            | 496 1B                                        |                                | Arroyomolinos |      |
| 12532 | Somosierra - Miguel de Cervantes           | 496                                           |                                | Arroyomolinos |      |
| 12643 | Rosalía de Castro - Ortega y Gasset        | 496                                           |                                | Arroyomolinos |      |
| 12644 | Rosalía de Castro - Benito Pérez Galdós    | 496 1B                                        |                                | Arroyomolinos |      |
| 20289 | B. Pérez Galdós - Goya                     | 496 1B                                        |                                | Arroyomolinos |      |
| 20287 | B. Pérez Galdós - Av. Mediterráneo         | 496 1B                                        |                                | Arroyomolinos |      |
| FIN de línea |                                            |                                               |                                |               |      |
| Las expediciones con destino Batres realizan las siguientes paradasː                                                 |                                            |                                               |                                |               |      |
| 17227 | Batres - Pza. Los Almendros                |                                               |                                | Arroyomolinos |      |
| 16628 | Ctra. Cotorredondo - Club Hípico           |                                               |                                | Arroyomolinos |      |
| A partir de AQUÍ comienza el servicio de vuelta desde Batres, y se cambian los carteles electrónicos hacia Móstoles. |                                            |                                               |                                |               |      |
| La hora programada de vuelta desde Batres se cumple desde esta parada                                                |                                            |                                               |                                |               |      |
| 11249 | Av. Valle - Ctra. Cotorredondo             |                                               |                                | Batres        |      |
| 21335 | Av. Monte Batres - Aneto                   |                                               |                                | Batres        |      |
| 21336 | Av. Monte Batres - Moncayo                 |                                               |                                | Batres        |      |
| 21337 | Naranjo de Bulnes - Peña Santa             |                                               |                                | Batres        |      |
| 11245 | Av. Valle - Milano                         |                                               |                                | Batres        |      |
| 16228 | Av. Valle - Gacela                         |                                               |                                | Batres        |      |
| 16224 | Av. Valle - Urb. Cotorredondo              |                                               |                                | Batres        |      |
| 16225 | Av. Deportiva - Av. Valle                  |                                               |                                | Batres        |      |
| 16226 | Águila Real - Gavilán                      |                                               |                                | Batres        |      |
| 16227 | Águila Real - Lince                        |                                               |                                | Batres        |      |
| 11247 | Águila Real - Gacela                       |                                               |                                | Batres        |      |
| 11248 | Av. Cumbre - Azor                          |                                               |                                | Batres        |      |

### Sentido Móstoles
| Código | Parada                                     | Común con                                             | Conexión con Metro y Cercanías | Municipio     | Zona |
| --- | ------------------------------------------ | ----------------------------------------------------- | ------------------------------ | ------------- | ---- |
| A partir de AQUÍ comienza el servicio de vuelta desde Batres, y se cambian los carteles electrónicos hacia Móstoles. |                                            |                                                       |                                |               |      |
| La hora programada de vuelta desde Batres se cumple desde esta parada                                                |                                            |                                                       |                                |               |      |
| 11249 | Av. Valle - Ctra. Cotorredondo             |                                                       |                                | Batres        |      |
| 21335 | Av. Monte Batres - Aneto                   |                                                       |                                | Batres        |      |
| 21336 | Av. Monte Batres - Moncayo                 |                                                       |                                | Batres        |      |
| 21337 | Naranjo de Bulnes - Peña Santa             |                                                       |                                | Batres        |      |
| 11245 | Av. Valle - Milano                         |                                                       |                                | Batres        |      |
| 16228 | Av. Valle - Gacela                         |                                                       |                                | Batres        |      |
| 16224 | Av. Valle - Urb. Cotorredondo              |                                                       |                                | Batres        |      |
| 16225 | Av. Deportiva - Av. Valle                  |                                                       |                                | Batres        |      |
| 16226 | Águila Real - Gavilán                      |                                                       |                                | Batres        |      |
| 16227 | Águila Real - Lince                        |                                                       |                                | Batres        |      |
| 11247 | Águila Real - Gacela                       |                                                       |                                | Batres        |      |
| 11248 | Av. Cumbre - Azor                          |                                                       |                                | Batres        |      |
| 11243 | Av. Valle - Ctra. Cotorredondo             |                                                       |                                | Batres        |      |
| 16627 | Ctra. Cotorredondo - Club Hípico           |                                                       |                                | Arroyomolinos |      |
| Las expediciones que inician su ruta en Arroyomolinos realizan las siguientes paradasː                               |                                            |                                                       |                                |               |      |
| 20286 | B. Pérez Galdós - Zurbarán                 | 496 1A                                                |                                | Arroyomolinos |      |
| 20288 | B. Pérez Galdós - Goya                     | 496 1A                                                |                                | Arroyomolinos |      |
| 12645 | Rosalía de Castro - Benito Pérez Galdós    | 496 1A                                                |                                | Arroyomolinos |      |
| 12646 | Rosalía de Castro - Ortega y Gasset        | 496                                                   |                                | Arroyomolinos |      |
| 12531 | Somosierra - Miguel de Cervantes           | 496                                                   |                                | Arroyomolinos |      |
| Paradas del itinerario común                                                                                         |                                            |                                                       |                                |               |      |
| 16631 | Pza. Los Almendros - Somosierra            | 496 1A 1B                                             |                                | Arroyomolinos |      |
| 11260 | Pza. Galayos - Consultorio Local           | 496 1A                                                |                                | Arroyomolinos |      |
| 12647 | Bilbao - Sierra de Albarracín              |                                                       |                                | Arroyomolinos |      |
| 11258 | Serranillos - Instituto                    |                                                       |                                | Arroyomolinos |      |
| 16647 | Sevilla - Fresno                           |                                                       |                                | Arroyomolinos |      |
| 11253 | Av. Las Flores - Urb. Los Monteros         | 1A                                                    |                                | Arroyomolinos |      |
| 12648 | Castilla y León - Centro de las Artes      | 496 1A                                                |                                | Arroyomolinos |      |
| 17793 | Castilla y León - Av. Castañeras           | 496 1A                                                |                                | Arroyomolinos |      |
| 12649 | Av. Castañeras - Río Tajo                  |                                                       |                                | Arroyomolinos |      |
| 12884 | Av. Castañeras - Colegio                   |                                                       |                                | Arroyomolinos |      |
| 17545 | Av. Unión Europea - Río Tajo               | 495 498                                               |                                | Arroyomolinos |      |
| 17535 | Bélgica - Luxemburgo                       | 496                                                   |                                | Arroyomolinos |      |
| 17537 | Av. Francia - Suiza                        |                                                       |                                | Arroyomolinos |      |
| 20281 | Suiza - Av. Italia                         | 498 1B                                                |                                | Arroyomolinos |      |
| 17539 | Av. Unión Europea - Línea de la Concepción | 495 498                                               |                                | Arroyomolinos |      |
| 16216 | Av. Unión Europea - El Ferrol              | 495 498 1A                                            |                                | Arroyomolinos |      |
| 16218 | Av. Unión Europea - Avilés                 | 495 498                                               |                                | Arroyomolinos |      |
| 19294 | Av. Unión Europea - Santander              | 495 498                                               |                                | Arroyomolinos |      |
| 16220 | Carpinteros - Fresadores                   | 495 498                                               |                                | Arroyomolinos |      |
| 16222 | Herreros - Forjadores                      | 495 498                                               |                                | Arroyomolinos |      |
| 08977 | Av. Portugal - Concesionario               | 498 498A 529 529A 529H 531 531A 535 5                 |                                | Móstoles      |      |
| 18532 | Av. Portugal - Rio Duero                   | 498 498A 519 522 524 526 529 529A 529H 531 531A 535 5 |                                | Móstoles      |      |
| 16539 | Av. Portugal - Orense                      | 498 498A 529 529A 529H 531 531A                       |                                | Móstoles      |      |
| 08606 | Av. Portugal - Juan de Ocaña               | 498A 529 529A 529H 531 531A 535 5                     |                                | Móstoles      |      |
| 19275 | Av. Portugal - Est. Móstoles Central       | 498A 529 529A 529H 531 531A 535 5                     | Móstoles Central               | Móstoles      |      |